# トランスフォーマーガム
トランスフォーマーガムとは1985年（昭和60年）よりカバヤ食品が製造販売したプラ組立てキットなどの食玩シリーズである。

## 概要
カバヤ食品は1978年より展開している「ビッグワンガム」を踏襲する形でキャラクター物に進出、「ミクロマン」や「ダグラム」などのタカラ系のキャラクターを中心に展開を行った。トランスフォーマーガムもその過程で発売されている。ほかの商品同様、ポリプロピレン系軟質プラスチック（接着と塗装が困難な素材）によるはめ込み式プラ組立てキットで発売、同様に箱の窓から商品の種類を選んで購入することが出来た。低価格ながら、タカラから発売されている玩具版にかなり忠実なプロポーションと変形機構を備えていた。200円という価格の関係上、大型のキャラクターは、スケールダウンした形で商品化されている。「ビーストウォーズガム」でも初期は軟質プラスチックだったが、「メタルス」展開時ではABS製に移行している。
2000年以降は、一部組立て完成品の販売に移行した時期もあったが、2009年（平成21年）12月よりトランスフォーマー初期の旧作を中心に新規にABS樹脂成型のプラ組立てキットとして再シリーズ化（後述）された。ABSになったことで塗装が可能になったのが大きな違いで（一部の商品は軟質プラスチック）、パーツ構成も可能な限り簡略化されているため、種類によっては旧TFガムより組みやすくなっているものがある。

## ラインナップ
- 発売時期など後の括弧内は（税抜価格）。
- ※の商品は厳密にはトランスフォーマーガムでは無いが、関連商品であるため記述。

### 第1弾～第4弾
初代トランスフォーマーシリーズ放送中に発売。（各200円）

#### 第1弾
すべて赤・銀・黒の成型色で構成されているため全て劇中設定色踏襲では無かったが第2弾以降は成型色が別パターンも用意されるようになったため、劇中設定に近いカラーリングが試みられた。
コンボイ
- トレーラーは付属しない。この商品以降のシリーズでもトレーラーなしで発売された。

ランボル
- 玩具版のデザインと異なる製品化。

スタースクリーム
サウンドウェーブ

#### 第2弾
インフェルノ
アラート
- 第1弾のランボルと異なり玩具版を踏襲した製品化。

メガトロン
- 玩具版並みの変形を再現。

リフレクター

#### 第3弾（前期・後期）
ウルトラマグナス
- トラクタヘッド部分のロボットモードへの変形はオミットされている。

シルバーボルト
- 他のチーム仲間がラインナップされていないため合体はオミットされている。

ブロードキャスト
- 玩具版並みの変型を再現。

コンボイ
- 第1弾の再発売版。前期版にのみラインナップ。

ブリッツウイング
- 玩具版同様トリプルチェンジ可能。

フレンジー&ジャガー
- 第1弾のサウンドウェーブへの収納は不可能。

#### 第4弾
プロテクトボットとコンバットロン中心のラインナップ。玩具版同様の合体機構を備えている。
ホットスポット
- 説明書に書かれていないが、基地形態も再現可能。

グレイズ&ストリートワイズ
グルーブ&ファーストエイド
ホットスポットと合体して合体戦士ガーディアンに合体可能。
オンスロート
ボルダー&ブロウル
ブレストオフ&スィンドル
- 3種集めることで合体兵士ブルーティカスに合体可能。

#### 第5弾
2010放送中に発売。
ロディマスコンボイ
- 第1弾のコンボイと異なり、砲台に変形するコンテナ部も付属する。

メトロフレックス
- 移動要塞モードのみ変形可能。

ガルバトロン
- 玩具版を再現。

ダイナザウラー
- 攻撃基地のみ変形可能。

### 第6弾～第7弾
ザ☆ヘッドマスターズ放送中に発売。（各200円）

#### 第6弾
簡略化されているが、全てのアイテムでヘッドオンシステムと胸のメーターパネルの連動が再現されている。頭部の交換も可能。
クロームドーム
ハードヘッド
ハイブロウ
ブレインストーム
ウィアードウルフ
ワイプ

#### 第7弾
フォートレスマキシマス
- マスターソードは付属しない。

トレインボット　ライデン
- 合体形態のみを再現。両腕と両脚のみ分離し列車形態に変形できるが、ロボットへの変形はオミットされている。

メガザラック
- ザラックシールドは付属しない。

シックスショット
- 玩具版同様の6段変形を完全再現。アニメ版に登場の第7形態ことウイングウルフも再現可能。

### 第8弾～第10弾
超神マスターフォース放送中に発売。（各200円）

#### 第8弾
玩具同様のプリテンダーギミックを再現。
メタルホーク
フェニックス
ダイバー
ブラッド

#### 第9弾
スーパージンライ
- 基地モードに変形可能。小スケールの関係上アイアコーンの変形はオミットされているが、取り外しは可能。

ライトフット
- アイアコーンは変形しゴッドオン可能。

ハイドラー
バスター
- 合体してダークウィングスに合体可能。アイアコーンは変形しゴッドオン可能。

#### 第10弾
ゴッドボンバー
- スーパージンライとの合体はオミットされている。

シックスナイト
- 玩具版同様、6段変形可能。

キングポセイドンA
- タートラー、オーバーバイトのセット。

キングポセイドンB
- テンタキル、クラーケン、ロブクロウ、ガルフのセット。
- AとBを合体させることでキングポセイドンを再現。

### 第11弾～第13弾
V（ビクトリー）放送中に発売。（各200円）

#### 第11弾
スターセイバー
- 玩具版並みの変形を再現。ブレインギミックはオミットされている。

ラスター
ブレイバー
ブラッカー
- 合体してロードシーザーを再現できる。ブレインギミックはオミットされている。

#### 第12弾
マルチ戦隊は6体合体のランドクロスに加え各2体合体の計37パターンの変形合体がすべて再現されている。
ウイングウェーバー
ダッシュタッカー
マッハタックル
- 3種を合体させてランドクロスを再現。ウイングなど他の単体同士との合体も可能。

デスザラス
- ブレストギミックはオミットされている。

#### 第13弾
初期の最終シリーズ。
ビクトリーレオ
- ビーストモードにのみ変形可能。第11弾のスターセイバーとは合体不可能。

ビクトリーセイバー
- 小スケールのスターセイバーと合体パーツ状態のビクトリーレオのセット。ブースター合体形態のジェット機に変形可能。ビクトリーレオはブースターと合体用モードのみの変形。

レオザック・ジャルガー・キルバイソン
ガイホーク・ヘルバット・ドリルホーン
- 2種を合体させてライオカイザーを再現。

### トランスフォーマー ビーストウォーズガム
ビーストウォーズシリーズ放送中に発売（各200円（DXは300円））

#### 第1弾（ビーストウォーズ）
玩具版から大幅に簡略化されているが、差替えによる変形と内蔵武器の展開、ビーストマスクを再現している。
コンボイ
- 肩アーマーの開閉をオミット。

メガトロン
ライノックス

#### DX第1弾
300円シリーズの第1弾となった商品。差し替え変形が可能だが、ビーストマスクは省略されている。
ダイノボット　
ラットル
チータス
テラザウラー

#### 第2弾（ビーストウォーズ）
「ビーストウォーズII 超生命体トランスフォーマー」からのラインナップ。第1弾同様簡略化しながらも差し替えで変形が可能。
ライオコンボイ
アパッチ
- 武装展開モードはオミットされている。

ガルバトロン
- 3形態に変形可能。

メガストーム

#### 第3弾（ビーストウォーズ）
ビーストウォーズガム初の合体アイテム。差し替え変形で、合体時には一部のパーツが余剰になる。
DJ
モーターアーム
ギムレット
- 3体が合体してトリプルダクスが完成する。

#### DX第2弾
「スーパービーストウォーズチョコ」として発売。ガムの代わりにチョコレート菓子が同梱されている。差し替え変形だが、トリプルダクスとは異なり余剰パーツがほとんど出ない。
ライオジュニア
スカイワープ
サントン
- 3体が合体してマグナボスが完成する。

#### 第4弾（ビーストウォーズ）
「ビーストウォーズネオ 超生命体トランスフォーマー」からのラインアップ。ビーストウォーズガムの組み立てキットとしては最終アイテム。以降は非変形モデルや完成品モデルが主流になる。差し替え変形のコンセプトは今までと同じだが、初期に比べると差し替えパーツが減少した。
ロングラック
コラーダ
ガイルダート
セイバーバック

#### DX第3弾
「スーパービーストウォーズチョコ」の第2弾にして最終アイテム。各陣営のリーダーのラインナップとなっており、差し替えで変形する。
ビッグコンボイ
- 武装展開モードはオミット。

ランドサウルス
スカイサウルス＆シーサウルス
- ランドサウルスとスカイサウルス＆シーサウルスを合体させることでマグマトロンが完成する。ビーストモードでの3体合体も再現。

#### ハイパービーストウォーズ チョコ
「ビーストウォーズメタルス 超生命体トランスフォーマー」からのラインナップ。塗装済み完成品となっているが、差し替え変形な点は今までと同様。変形可能なアイテムは今弾のみとなっている。
コンボイ
チータス
メガトロン

#### メタリックビーストラムネ
ラムネ菓子が同梱。非変形モデルで、内部メカにメッキパーツが使用されている（ゴールドとブルーの2種類）。
コンボイ
ラットル
チータス
シルバーボルト
※ビーストウォーズリターンズ放送時には食玩は発売されなかった。

### トランスフォーマーガム「トランスフォーマー カーロボット」
トランスフォーマー カーロボット放送中に発売。今作ではデストロンガーのキャラがラインナップに入っていない。（各200円）

#### 第1弾（カーロボット）
非変形のスケルトンモデル（透明パーツ）フィギュア（ABS樹脂）として発売。一部塗装済みの素体に透明装甲を装着。メタリックビーストのコンセプトを継承しているが、メッキパーツは使用していない。
ファイヤーコンボイ
スーパーファイヤーコンボイ
ワイルドライド
マッハアラート
スピードブレイカー

#### ※DXトランスフォーマー（ラムネ菓子）
一部組立て完成品。玩具版同様の変形を再現。（各300円）

##### 第1弾（ラムネ菓子）
01.ファイヤーコンボイ
- 前キャビンの部分に変形可能。全種に付属のボーナスパーツを組合わせることでスーパーファイヤーコンボイが完成。ファイヤー炎神（消防車モード）に組み替え変形可能。

02.マッハアラート
03.ジェイセブン
- 他のチーム仲間がラインナップされていないため合体はオミットされている。

※マイクロン三部作では塗装済み完成品が主体となったため、組み立てキット方式の食玩はトランスフォーマーガムが復活するまでの間は一部を除いて発売されていない。

## トランスフォーマーガム（新版）
2009年（平成21年）12月より旧作のリファインを中心に再シリーズ化される形で発売。旧初版と異なり素材はABS樹脂成型のプラ組立てキット。
旧初版と異なりパーツの細分化を避ける形での簡略化と簡易成型による劇中設定と異なる製品化。
ロボット時のプロポーションはアニメ作画やロボットマスターズなどを参考にしており、均整のとれた現代風のスタイルとなっている。
変形は完全変形するものと一部差し替え変形するものがある。ラインナップによってはオリジナルモードを持つものも存在。

### ラインナップ
- 発売時期など後の括弧内は（税抜価格）。

#### 第一弾
2009年12月発売（各300円）　
コンボイ（初代）
- ロボットマスターズ版を準拠。

コンボイ（変形!ヘンケイ!トランスフォーマー版）
スターセイバー
- ロボットマスターズ版の準拠だが、小型ジェットのロボットモードへの変形はオミットされている。

#### 第二弾
2010年11月発売（各300円）　
ウルトラマグナス
- 海外版のタイタニウム版を踏襲。肩関節は差し替えで前に移動することが出来る。

プロール（変形!ヘンケイ!トランスフォーマー版）
スカイファイアー（変形!ヘンケイ!トランスフォーマー版）
- バトルモードは首を反転。

#### 第三弾
2011年3月発売（各300円）　
スーパージンライ
- 旧版以来となる完全変形を実現。ジンライに当るトラクタヘッド部分のロボットモードとコンテナ部分の基地モードへの変形はオミットされている。

ゴッドボンバー
- スーパージンライと合体してゴッドジンライに合体可能。旧TFガムでは合体は不可能だった。

スタースクリーム（変形!ヘンケイ!トランスフォーマー版）

#### 第四弾
2011年10月発売（各300円）　
ホットロディマス
- 全種に付属のボーナスパーツを組合わせることでロディマスコンボイ（トレーラー、ロボ）への組み換えが可能。

ビクトリーレオ
- 第1弾のスターセイバーと合体してビクトリーセイバーに合体可能。ただし説明書には合体方法の表示はされていない。2016年発売のDXセットには表示。

サイバトロンインフェルノ（変形!ヘンケイ!トランスフォーマー版）

#### 第五弾
2012年4月18日発売（各300円）
オプティマスプライム（サイバトロンモードトランスフォーマーユナイテッド版）
ホットスポット
- 旧玩具版同様に、移動整備基地形態に変形可能。また、合体戦士（胴体）形態に変形できるため、同時発売の「Gガーディアン」（下記）と合体可能。

デスザラス
- 他2種に付属するブレストアニマルを装備可能。

#### 第六弾
2012年12月発売（各300円）
ダイアトラス
- ソニックボンバーに付属しているリフレックシールドを装着することで、基地モード、タンクモードに変形。また、ロードファイヤーに付属しているゾーンパワードカッターを持たせることが可能。

ソニックボンバー
- ダイアトラス用リフレックシールド付属。

ロードファイヤー
- スピーダーとダイアトラス用ゾーンパワードカッター付属。ダイアトラス、ソニックボンバーを合体させてビッグパワード形態になる。
- 3種がセットとなったDXセットが2016年に発売。

#### 第七弾
2013年8月発売（各300円）
全種類、差し替えで移動整備基地形態に変形可能。また、合体戦士（胴体）形態に変形できるため、同時発売の「Gスクランブル」（下記）と合体可能。
シルバーボルト
- スペリオン頭部パーツは、アニメ版に準拠したデザインになっている。なお、旧TFガム版は残りのエアーボットがリリースされていなかったため、合体は不可能だった。

モーターマスター
- メナゾールは、玩具版に比べて全体的にリファインされている。

オンスロート
- ブルーティカス胸部パーツは、アニメ版に準拠したデザインになっている。

#### 第八弾
2014年5月発売（各300円）
スターコンボイ
- 基地形態に変形可能。さらにミニサイズのホットロディマス（非変形）が付属し、搭載可能。キャタピラ部分をシールドとして装備することも可能。また、第六弾のスピーダーも搭載できる。

ハイドラー
- 旧版同様アイアコーンが取り外し可能。バスターと合体して「ダークウイングス」になる。

バスター
- 旧版同様アイアコーンが取り外し可能。

#### 第九弾
2015年8月上旬発売（各300円）
『トランスフォーマー 超神マスターフォース』のシーコンズのみのラインナップ。各種ビースト形態からロボット形態に変形。全種類揃うことで、深海合体兵士キングポセイドンが完成。手持ちの武器も合体して大型ライフルになる。
指揮官 タートラー
- キングポセイドン胴体に変形。

海中破壊兵 オーバーバイト
- キングポセイドン頭部付属。腕、足、武器に変形し、スクランブル合体換装も可能。

海洋工作兵 クラーケン
海中爆破兵 ロブクロウ
深海攻撃兵 ガルフ
機雷攻撃兵 テンタキル
- 各種、腕、足、武器に変形し、スクランブル合体換装も可能。

#### DXトランスフォーマーガム「フォートレスマキシマス」
2012年8月1日発売（各500円）
コマンドベース＋チャージャー
ランチャーベース＋フォートレス
スカイベース＋パワーグライド
- 3種揃えることでフォートレスマキシマスが完成。旧TFガム版には付属しなかったマスターソードが付属。

#### DXトランスフォーマーガム「オーバーロード・ロードシーザー」
2013年12月3日発売（各500円）商標の都合か、名前に役割が付いている。
破壊大使オーバーロード
- 玩具版同様の変形をし、ゴッドマスターのギガ･メガを合体可能。

副官騎士ブラッカー+ロードブレイダー
- ブレインをセットするギミックがある。ロードシーザー合体用パーツをサポートメカ「ロードブレイダー」に合体可能。また、ブラッカー本体にも装着可能。なお、ロードブレイダーは食玩オリジナル設定である。

技能騎士ラスター+作戦騎士ブレイバー
- ブレインをセット可能。ブラッカーとは違い剣は付属しないが、別売のロードブレイダーのパーツを旧玩具同様武器として装着可能。別売のブラッカー+ロードブレイダーと合体することで、ロードシーザーが完成。

#### DXトランスフォーマーガム「フォートレスマキシマス」【メタリックバージョン】
2016年8月上旬発売。全3種（各700円）
過去に発売されたDXトランスフォーマーガム「フォートレスマキシマス」をメタリック仕様にして再発売。フォートレス頭部は塗装済み。シールは玩具版仕様に変更。

#### DXトランスフォーマーガム  DX合体セット
2016年11月8日発売（各950円）
過去に発売したトランスフォーマーガムで合体ギミックのある商品を一部塗装済み・メタリック仕様にして再発売。シールもメッキ調に変更。
ビクトリーセイバーセット
- 当時は弾が分かれていた関係上、隠しギミック扱いだった合体方法が表示されている。それにあわせて金型も一部修正されている。

ゴッドジンライセット
ビッグパワードセット
- 上記2種に関しては初めから合体ギミックが表示されていたため、塗装とシール以外の変更はない。

### ガイアシリーズ
タカラトミーとカバヤの共同企画のオリジナルシリーズ。「トランスフォーマーガム（新版）」と連動の商品。マルチ戦隊・ランドクロス、スクランブル合体シリーズなど旧シリーズの合体戦士の系統となる合体TF。プラスチックの素材が、旧TFガム同様軟質プラスチック。

#### トランスフォーマー ガイアクロス
2011年4月19日発売（各200円）
- 全6種で6体合体ガイアクロスにトランスフォームできるほか、2体合体戦士（例：ジェットフレイムなど）の組み合わせも奨励されている。設定上は別の時空でデストロン軍と戦っている正義のサイバトロン戦士。

ジェット（戦闘機、上半身）
フレイム（消防車、左腕）
コスモ（シャトル、右腕）
ストリーム（スピードボート、下半身）
クラッシュ（ドリルタンク、左足）
ランチャー（戦車、右足）

#### トランスフォーマー G（ガイア）ガーディアン
2012年4月18日発売（各200円）
- 全6種で6体合体ガイアガーディアンにできるほか、新TFガム第5弾のホットスポット（上記・別売）の組み合わせで、ゴッドガーディアンに合体可能。また、スカイフェザーとヒートロックなしで、オリジナル（旧G1版）のガーディアンにも合体可能。なお、ストリートワイズ、ファーストエイド、グレイズ、グルーブは、旧G1シリーズと同じ。

ストリートワイズ（パトカー、腕・脚部）
ファーストエイド（救急車、腕・脚部）
グレイズ（ポリスヘリコプター、腕・脚部）
グルーブ（ポリスバイク、腕・脚部）
スカイフェザー（ステルス戦闘機、胴体・胸部。ゴッドガーディアン形態は盾。）
ヒートロック（ドリルタンク、胴体・下半身。ゴッドガーディアン形態は胸部。）

#### トランスフォーマー G（ガイア）スクランブル
2013年8月発売（各200円）
- 全6種（各種色違いあり）で6体合体ガイアスクランブルにできるほか、新TFガム第7弾の合体戦士各3種（上記・別売）の組み合わせで、スペリオン、メナゾール、ブルーティカスに合体可能。名前はG1スクランブル戦士をモチーフとしながらも2体ずつの基本パーツ構成が同じになっているなど「スーパーリンク」版を意識した面もある。パーツの作り方とシールの貼り付けによって、別のTF戦士になることができる。なお、シールはオートボット、ディセプティコン両陣営のシールが各1種付属しており、貼る箇所の指定は無い。

ファイアーボルト／スリング（ジェット戦闘機、腕・脚部。ガイアスクランブル形態は胸部。右手付属）
エアーライダー／スカイダイブ（ジェット戦闘機、腕・脚部。ガイアスクランブル形態は胸部。）
デッドエンド／ブレークダウン（スーパーカー、腕・脚部。ガイアスクランブル用頭部付属）
ドラッグストライプ／ワイルドライダー（F1カー（ドラッグストライプ）、スーパーカー（ワイルドライダー）、腕・脚部。ガイアスクランブル形態は腰部。左足首付属）
ボルター／ブレストオフ（ヘリコプター（ボルター）、スペースシャトル（ブレストオフ）、腕・脚部。左手付属）
ブロウル／スィンドル（戦車（ブロウル）、装甲車（スィンドル）、腕・脚部。右足首付属）
なお、ブロウルとスィンドルの組み分けはシールによる足回りの差別化で行われているため他のユニットと違い（一応ロボット時の胸パーツの配置違いなどもあるものの）劇的に変化する部分がないためその差異がはっきりしない。

### 参乗合体 トランスフォーマーGo! ガム
2014年12月中旬発売（各300円）
- 全3種で、『参乗合体 トランスフォーマーGo!』に登場する侍チームのTF戦士がラインナップ。差し替えでビークル形態に変形。また、劇中同様3種の合体形態（ゴウケンザン、ゴウジンブ、ゴウガンオウ）に合体可能。

ケンザン
ジンブ
ガンオウ

### トランスフォーマー Dコレクション
2015年5月下旬発売（各360円）
- 全3種。デフォルメサイズの彩色PVCフィギュア。通常版のノーマルカラーのほか、クリアカラーもあり。フィギュア造形はボークスが担当。

総司令官 コンボイ
（コンボイガン、エナジーアックス付属）
破壊大帝 メガトロン（ビームサーベル付属）
航空参謀 スタースクリーム（メガトロンガン付属）

### トランスフォーマー アドベンチャー ガム
2016年2月下旬発売（各380円）
- 全4種。アニメ『トランスフォーマー アドベンチャー』シーズン1の主要キャラクターがラインナップ。各種、ロボット形態からビークル形態に変形可能（一部差し替えあり）。

バンブルビー
グリムロック
フィックシット&アンダーバイト
オプティマスプライム

### トランスフォーマー ブロックウォーズ
2016年4月発売（各380円）
- 全4種。各種ロボット形態からビークル形態に変形。各部が共通形状のジョイントになっているため、組み換え遊びが可能。

オプティマスプライム（トレーラーに変形）
バンブルビー（スポーツカーに変形）
メガトロン（戦車に変形）
スタースクリーム（戦闘機に変形）